# Třída Chacal
Třída Chacal, též někdy třída Jaguar, byla třída „supertorpédoborců“ francouzského námořnictva z období druhé světové války. Celkem bylo postaveno šest jednotek této třídy. Ve službě byly od roku 1925. Všechny byly za války ztraceny. Jeden po opravách sloužil do roku 1954.

## Stavba
Stavba této třídy byla objednána na základě programu pro rok 1922. Jejich koncepce byla zčásti inspirována britskými a německými vůdčími loděmi torpédoborců z období první světové války. Německý torpédoborec S113 po válce francouzské námořnictvo provozovalo jako Amiral Sénès. Šest jednotek této třídy bylo dokončeno v letech 1925–1927. Do stavby se zapojily čtyři loděnice. Po dvou kusech postavily loděnice Arsenal de Lorient v Lorientu a Ateliers et Chantiers de la Loire v Saint-Nazaire. Dále po jednom loděnice Ateliers et Chantiers de Penhoët v Saint-Nazaire a Ateliers et Chantiers de Bretagne v Nantes.
Jednotky třídy Chacal:
| Jméno    | Loděnice                          | Zahájení stavby | Spuštěna           | Vstup do služby | Osud |
| -------- | --------------------------------- | --------------- | ------------------ | --------------- | --- |
| Chacal   | Ateliers et Chantiers de Penhoët  | 1923            | 27. září 1924      | červen 1926     | Dne 24. května 1940 poblíž Boulogne potopen německými letadly. |
| Jaguar   | Arsenal de Lorient                | 1922            | 17. listopadu 1923 | červen 1926     | Dne 23. května 1940 potopen německými rychlými čluny S21 a S23. |
| Léopard  | Ateliers et Chantiers de la Loire | 1923            | 29. září 1924      | říjen 1927      | Dne 3. července 1940 obsazena Brity. Získali ji Svobodní Francouzi. Dne 27. května 1943 ztroskotal u Libyjského pobřeží poblíž Tobrúku. |
| Lynx     | Ateliers et Chantiers de la Loire | 1923            | 24. února 1924     | srpen 1927      | V letech 1940–1942 podřízen vládě ve Vichy. Dne 27. listopadu 1942 v Toulonu potopen vlastní posádkou. V roce 1944 byl vyzvednut a sešrotován. |
| Panthère | Arsenal de Lorient                | 1922            | 27. října 1924     | listopad 1926   | V letech 1940–1942 podřízen vládě ve Vichy. Dne 27. listopadu 1942 v Toulonu potopen vlastní posádkou. Vyzdvižen Italy, přejmenován na FR22, definitivně potopen v roce 1943 v La Spezia.                                                         |
| Tigre    | Ateliers et Chantiers de Bretagne | 1923            | 2. srpna 1924      | prosinec 1925   | V letech 1940–1942 podřízen vládě ve Vichy. Dne 27. listopadu 1942 v Toulonu potopen vlastní posádkou. Vyzdvižen Italy, opraven a vrácen do služby jako FR23. Po italské kapitulaci byl 28. října 1943 předán Svobodným Francouzům. Vyřazen 1954. |

## Konstrukce

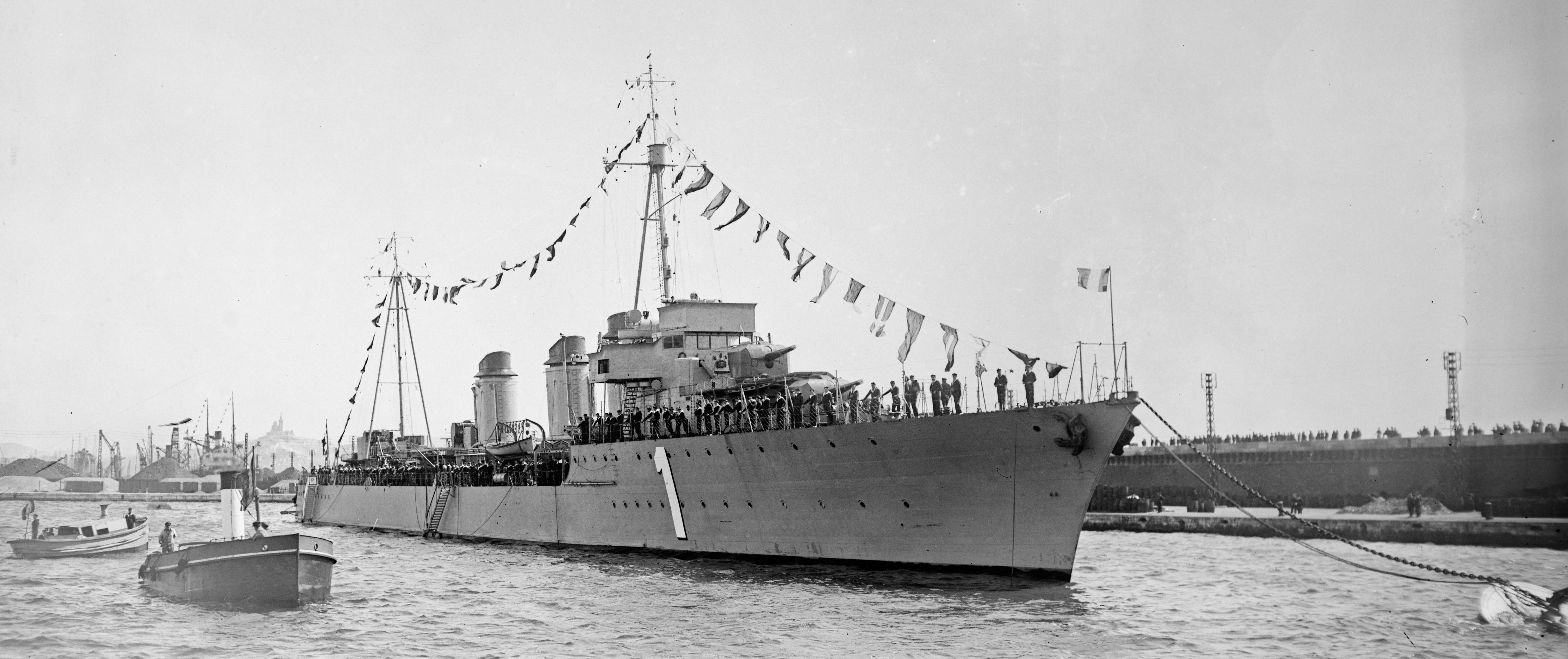
Panthère

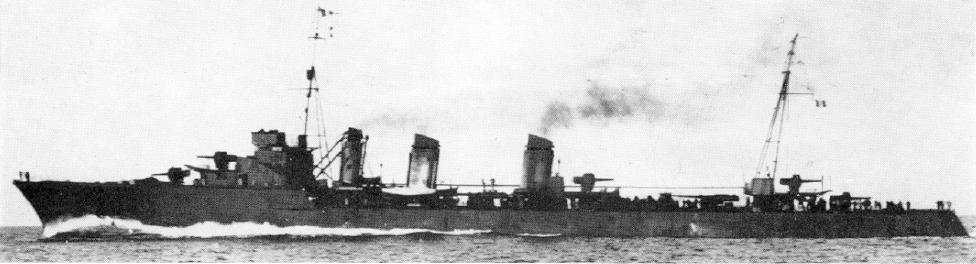
Chacal

Výzbroj tvořilo pět 130mm kanónů umístěných v jednodělových věžích. Ty doplňovaly dva 75mm kanóny a šest 550mm torpédometů. K protiponorkovému boji sloužily čtyři vrhače se zásobou třiceti hlubinných pum a dva spouštěče se zásobou šestnáct hlubinných pum. Pohonný systém tvořilo pět kotlů du Temple a dvě turbínová soustrojí Rateau-Bretagne o výkonu 50 000 shp, pohánějící dva lodní šrouby. Nejvyšší rychlost dosahovala 35 uzlů. Dosah byl 3300 námořních mil při rychlosti 13,5 uzlu a 2900 námořních mil při rychlosti 6 uzlů.

### Modifikace
Výzbroj byla během služby upravována. Roku 1939 bylo rozhodnuto torpédoborce přezbrojit na protiletadlová plavidla, ale tento projekt byl později zrušen. Po vypuknutí války byl jeden 130mm kanón nahrazen osmi 13,2mm kulomety. Torpédoborce byly zároveň vybaveny sonarem.
V březnu 1942 byla dokončena úprava silami Svobodných Francouzů púrovozovaného torpédoborce Léopard. Dva jeho kotle byly nahrazeny bunkrem pro dalších 780 tun uhlí. Díky tomu se jeho dosah zvětšil na 4200 námořních mil při rychlosti 13 uzlů. Zároveň byla posílena protiletadlová výzbroj. Podobně byl upraven rovněž torpédoborec Tigre.